# نوع خاک

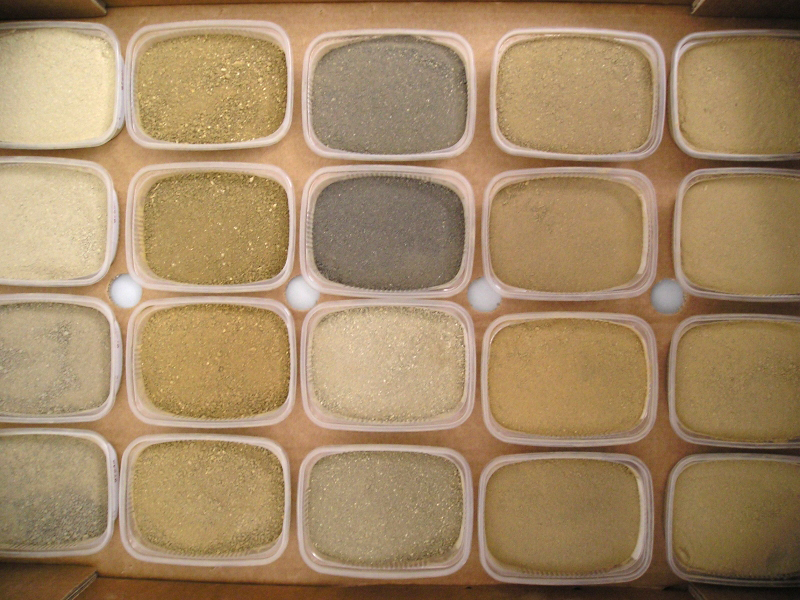
انواع خاک

انواع خاک، معمولاً به مقادیر مختلف ذرات و مواد معدنی موجود در یک نمونه خاص براساس بافت خاک اشاره می‌کنند. خاک تا حدودی از ذرات ریز سنگی تشکیل شده است که با توجه به میزان این ذرات به انواع مختلفی مانند ماسه، گِل، خاک رس، و مواد آلی مانند گیاهان تجزیه‌شده، دسته‌بندی می‌شود.
هر مؤلفه و مقدار آن، نقش مهمی ایفا می‌کند. به عنوان مثال، بزرگترین ذرات مانند ماسه ویژگی‌های نفوذ آب و هوا را تعیین می‌کنند، درحالی‌که ریزترین ذرات مانند ذرات بسیار ریز خاک رس با ترکیب‌شدن با هوا و مواد مغذی گیاهی، به‌طور شیمیایی فعال هستند.
نسبت این مقادیر، نوع خاک را که شامل خاک رس، خاک گلدانی، خاک رس- خاک گلدانی، لای – خاک گلدانی و غیره است، را تعیین می‌کند.
علاوه بر ترکیب معدنی خاک، مواد آلی نیز در کیفیت و خصوصیات خاک و باروری زندگی گیاهی نقش مهمی ایفا می‌کند. ممکن است خاک با مواد بزرگتری مانند ریگ یاسنگریزه ترکیب شود. همه انواع خاک مانند خاک رس خالص و نفوذ پذیر نیستند.